# Nicola Coughlan
Nicola Mary Coughlan (* 9. Januar 1987 in Galway) ist eine irische Synchronsprecherin und Schauspielerin. Sie ist bekannt durch Hauptrollen in Derry Girls und Bridgerton.

## Leben und Karriere
Coughlan wuchs in Oranmore auf und studierte Englisch und Klassische Altertumswissenschaft an der National University of Ireland, Galway. Danach lernte sie Schauspiel an der Oxford School of Drama und der Birmingham School of Acting. Aufgrund ihrer kleinen Statur verkörpert sie deutlich jüngere Rollen.
2015 bis 2017 spielte sie die weibliche Titelrolle in dem Theaterstück Jess and Joe Forever. 2017 begann sie mit 30 Jahren eine etwa halb so alte Hauptrolle in Derry Girls, die bis 2022 lief, zu verkörpern. Seit 2020 spielt sie in der Netflix-Serie Bridgerton als jugendliche Penelope Featherington. In der dritten Staffel, die 2024 erschien, ist Penelope die zentrale weibliche Hauptfigur neben Colin Bridgerton, der von Luke Newton dargestellt wird. Coughlan spielte in den Weihnachtsspecials von Dodger 2023 Queen Victoria und von Doctor Who 2024 neben Ncuti Gatwa. Seit 2024 spielt sie neben Lydia West in Big Mood.

## Filmografie
als Synchronsprecherin
- 2004–2005: WunderZunderFunkelZauber – Die Märchen von Hans Christian Andersen (Animationsserie, englische Version)
- 2008: Summer of the Flying Saucer (Realfilm, Voiceover)
- 2010: SimsalaGrimm (Animationsserie, 3. Staffel)
- 2011: Thor – Ein hammermäßiges Abenteuer (Hetjur Valhallar - Þór, Animationsfilm, englische Version)
- 2012: Gummi Tarzan – Ivan kommt groß raus (Gummi T, Animationsfilm)

als Schauspielerin
- 2004: The Phantom Cnut (Kurzfilm)
- 2012: Doctors (Fernsehserie, Episode 13x12)
- 2013: Svengali – Das Leben, die Liebe und die Musik (Svengali, Film)
- 2018: Harlots – Haus der Huren (Harlots, Fernsehserie, 7 Episoden)
- 2018–2022: Derry Girls (Fernsehserie, 18 Episoden)
- seit 2020: Bridgerton (Fernsehserie)
- 2023: Love Again
- 2023: Dodger (Fernsehserie, Episode 2x04)
- 2023: Barbie (Film)
- 2024: Big Mood (Fernsehserie, 6 Episoden)
- 2024: Seize Them!
- 2024: Doctor Who (Fernsehserie, Episode Joy to the World, Weihnachtsspecial)

## Auszeichnungen und Nominierungen

### Theater
- 2017 Off West End Awards: Nominierung als Beste Schauspielerin in einem Theaterstück für Jess and Joe Forever
- 2018 Evening Standard Magazine Rising Star: Auszeichnung für The Prime of Miss Jean Brodie

### Fernsehen
für Bridgerton
- 2021 Irish Film and Television Awards:
  - Auszeichnung mit dem Rising Star Award
  - Nominierung als Beste Nebendarstellerin (Drama)
- 2024 Digital Spy Reader Awards: Auszeichnung als Beste Schauspielerin
- 2025 TV Choice Awards: Nominierung als Beste Drama-Performance
- 2025 Screen Actors Guild Awards: Nominierung als Beste Darstellerin in einer Dramaserie
- 2025 Irish Film & Television Awards: Nominierung als Beste Drama-Hauptdarstellerin

für Derry Girls
- 2022 Pena de Prata: Nominierung als Beste Nebendarstellerin (Comedy)

für Big Mood
- 2024 Edinburgh TV Awards: Nominierung als Beste Schauspielerin (Comedy)
- 2024 Rolling Stone UK Awards: Nominierung für den Television Award
- 2024 TV Scholar Awards: Nominierung als Beste Hauptdarstellerin in einer Comedy-Serie
- 2025 TV Choice Awards: Auszeichnung als Beste Comedy-Performance
- 2025 British Academy Television Award: Nominierung als Beste weibliche Comedy-Performance

### Andere
- 2022 Glamour Women of the Year Awards: Auszeichnung in der Rubrik Fernsehschauspieler
- 2024 Harper’s Bazaar Women of the Year: Auszeichnung in der Rubrik Fernsehschauspieler
- 2024 Fabulous' Fashion Awards: Auszeichnung mit dem Body Positivity Award